# L'Extrem de la Planeta de Queralt
L'Extrem de la Planeta de Queralt és una muntanya de 728 metres que es troba al municipi de les Avellanes i Santa Linya, a la comarca catalana de la Noguera.